# 張玉 (成化進士)
張玉（1437年—？），字廷瓚，直隸河間府景州吳橋縣人，明朝政治人物。進士出身。

## 生平
順天府鄉試第二百三十三名。成化二年（1466年）丙戌科會試第一百六十二名，殿試登進士第二甲第五十九名。

## 家族
曾祖父張士能。祖父張翔，曾任運司同知。父亲張本。